# 扩达乡
扩达乡，是中华人民共和国西藏自治区昌都市察雅县下辖的一个乡镇级行政单位。

## 行政区划
扩达乡下辖以下地区：
俄达村、巴曲村、达加苦村、嘎益村、知大达村、面穷苦村、玛多苦村、嘎莫村、瓦贡村、玛佐村、那普村、多庆村、邦热村、格日玛村、孔曼多村、多桑村、都达村、果巴村、宗多村、岗卡村、岗泽村、列尼村和伍巴村。